# Nguyễn Thành Phong
Nguyễn Thành Phong (sinh năm 1962) là một chính trị gia người Việt Nam. Trong Đảng Cộng sản Việt Nam, ông từng là Phó Trưởng Ban Thường trực Ban Kinh tế Trung ương, nguyên là Ủy viên Ban Chấp hành Trung ương Đảng Cộng sản Việt Nam khóa XIII (Được cho thôi chức từ ngày 3/10/2022).

## Xuất thân và giáo dục
Nguyễn Thành Phong sinh ngày 18 tháng 7 năm 1962, quê tại xã Tam Phước, huyện Châu Thành, Bến Tre.
Thời thanh niên, ông theo học và tốt nghiệp Cử nhân tại Trường Đại học Kinh tế Thành phố Hồ Chí Minh và được giữ lại làm giảng viên. Ông bảo vệ Phó Tiến sĩ năm 1994 (đến năm 1998, được hợp nhất là Tiến sĩ).
Ngày 8 tháng 9 năm 1988, Nguyễn Thành Phong được kết nạp vào Đảng Cộng sản Việt Nam.

## Sự nghiệp
Năm 1985, Nguyễn Thành Phong là giảng viên và giữ cương vị Bí thư Đoàn trường Đại học Kinh tế Thành phố Hồ Chí Minh và là Phó chủ tịch Hội Liên hiệp Thanh niên Việt Nam Thành phố Hồ Chí Minh, Ủy viên Ban Chấp hành Trung ương Đoàn TNCS Hồ Chí Minh.
Ngày 25 tháng 10 năm 1995, ông được bầu làm Chủ tịch đầu tiên của Hội Sinh viên Việt Nam Thành phố Hồ Chí Minh. Tháng 10 năm 1996, tại Đại hội đại biểu Đoàn TNCS Hồ Chí Minh Thành phố Hồ Chí Minh lần thứ 6 (1996 - 2001) ông được bầu làm Phó bí thư Thành Đoàn Thành phố Hồ Chí Minh. Năm 1997, Nguyễn Thành Phong được bầu làm Đại biểu Quốc hội khóa X. Tháng 9 năm 1999, ông được bầu giữ chức Bí thư Thành Đoàn Thành phố Hồ Chí Minh thay người tiền nhiệm là ông Nguyễn Hoàng Năng. Kế nhiệm ông trong chức Chủ tịch Hội Sinh viên Việt Nam Thành phố Hồ Chí Minh là ông Võ Văn Thưởng vào tháng 1 năm 2000.
Trong thời gian làm Chủ tịch Hội Sinh viên Việt Nam Thành phố Hồ Chí Minh, Nguyễn Thành Phong đã ra quyết định tổ chức chương trình Mùa hè xanh.
Tháng 12 năm 2002, tại Đại hội đại biểu toàn quốc lần thứ 8, ông được bầu làm Bí thư Trung ương Đoàn Thanh niên Cộng sản Hồ Chí Minh. Cùng năm, Nguyễn Thành Phong tái đắc cử Đại biểu Quốc hội khóa XI. Thay ông trong chức vụ Bí thư Thành Đoàn Thành phố Hồ Chí Minh cũng chính là ông Võ Văn Thưởng. Tháng 7 năm 2005, ông được phân công giữ chức Bí thư thường trực Trung ương Đoàn Thanh niên Cộng sản Hồ Chí Minh.
Đầu năm 2007, Nguyễn Thành Phong được điều động về làm Thành ủy viên Thành ủy Thành phố Hồ Chí Minh, Bí thư Quận ủy Quận 2. Ngày 16 tháng 1 năm 2009, ông được điều động về tham gia Ban Chấp hành, Ban Thường vụ Tỉnh ủy tỉnh Bến Tre, giữ chức Phó bí thư Tỉnh ủy. Ngày 19 tháng 10 năm 2010, Nguyễn Thành Phong được bầu làm Bí thư Tỉnh ủy Bến Tre.
Tại Đại hội Đại biểu Đảng Cộng sản Việt Nam khóa XI, Nguyễn Thành Phong được bầu làm Ủy viên Ban Chấp hành Trung ương Đảng Cộng sản Việt Nam khoá XI.
Tháng 7 năm 2013, ông được bầu giữ chức Chủ tịch Hội đồng nhân dân tỉnh Bến Tre.
Chiều ngày 5 tháng 3 năm 2015, Ban Thường vụ Tỉnh ủy triệu tập hội nghị Ban Chấp hành Đảng bộ tỉnh Bến Tre khóa IX (đột xuất) đã tiến hành bầu Võ Thành Hạo - Phó Bí thư Tỉnh ủy, Chủ tịch UBND tỉnh giữ chức vụ Bí thư Tỉnh ủy (nhiệm kỳ 2010-2015) thay cho Nguyễn Thành Phong được Ban Bí thư Trung ương Đảng điều động nhận nhiệm vụ mới. 
Ngày 25 tháng 3 năm 2015, Bộ Chính trị đã ra Quyết định điều động Nguyễn Thành Phong thôi giữ chức Bí thư Tỉnh ủy Bến Tre để tham gia Ban Chấp hành Đảng bộ Thành phố Hồ Chí Minh, nhiệm kỳ 2010 – 2015, tham gia Ban Thường vụ Thành ủy Thành phố Hồ Chí Minh và giữ chức Phó Bí thư Thành ủy Thành phố Hồ Chí Minh, nhiệm kỳ 2010 – 2015.
Ngày 11/12/2015, theo đoàn thư ký, với 80/83 phiếu của đại biểu (85,1% trên tổng số 94 đại biểu HĐND Thành phố Hồ Chí Minh) Nguyễn Thành Phong - Phó Bí thư Thành ủy Thành phố Hồ Chí Minh đã được bầu làm Chủ tịch UBND Thành phố Hồ Chí Minh nhiệm kỳ 2011-2016.
Sáng 24/12/2015, Phó Thủ tướng Chính phủ Nguyễn Xuân Phúc đã trao quyết định phê chuẩn kết quả bầu Chủ tịch UBND Thành phố Hồ Chí Minh nhiệm kỳ 2011-2016 đối với ông Nguyễn Thành Phong - Ủy viên Trung ương Đảng, Phó Bí thư Thành ủy.
Tại Đại hội Đại biểu Đảng Cộng sản Việt Nam khóa XII, Nguyễn Thành Phong tiếp tục được bầu làm Ủy viên Ban Chấp hành Trung ương Đảng Cộng sản Việt Nam khoá XII.
Chiều 28/6/2016, 100% đại biểu có mặt (102 đại biểu) đã bỏ phiếu bầu Nguyễn Thành Phong tái đắc cử Chủ tịch UBND Thành phố nhiệm kỳ 2016-2021 tại kỳ họp thứ nhất HĐND TP khóa IX.
Tại Đại hội Đại biểu Đảng Cộng sản Việt Nam khóa XIII, ông tiếp tục được bầu làm Ủy viên Ban Chấp hành Trung ương Đảng Cộng sản Việt Nam khoá XIII.
Chiều 24/6/2021, các đại biểu đã bỏ phiếu bầu Nguyễn Thành Phong tái đắc cử Chủ tịch UBND Thành phố nhiệm kỳ 2021-2026 tại kỳ họp thứ nhất HĐND TP khóa X.
Ngày 20 tháng 8 năm 2021, Bộ Chính trị ra quyết định số 306-QĐNS/TW, theo đó ông Nguyễn Thành Phong, Ủy viên Trung ương Đảng, Phó Bí thư Thành ủy, Chủ tịch Ủy ban nhân dân Thành phố Hồ Chí Minh thôi tham gia Ban Chấp hành, Ban Thường vụ và thôi giữ chức Phó Bí thư Thành ủy nhiệm kỳ 2020 – 2025, Chủ tịch Ủy ban nhân dân Thành phố Hồ Chí Minh nhiệm kỳ 2021 – 2026; điều động, phân công Nguyễn Thành Phong giữ chức Phó Trưởng Ban Kinh tế Trung ương.
Sáng 24/8/2021, tại kỳ họp thứ hai (kỳ họp chuyên đề), HĐND TP HCM khóa X, nhiệm kỳ 2021-2026 đã tiến hành miễn nhiệm chức Chủ tịch UBND TP HCM đối với ông Nguyễn Thành Phong. Theo đó, các đại biểu HĐND TP HCM đã biểu quyết (bằng hình thức giơ tay) miễn nhiệm chức danh Chủ tịch UBND TP HCM khóa X, nhiệm kỳ 2021-2026 đối với ông Nguyễn Thành Phong do chuyển công tác.
Ngày 29 tháng 8 năm 2021, Tại Quyết định số 1444/QĐ-TTg, Phó Thủ tướng Thường trực Chính phủ Phạm Bình Minh đã phê chuẩn kết quả miễn nhiệm chức vụ Chủ tịch UBND TPHCM nhiệm kỳ 2021-2026 đối với ông Nguyễn Thành Phong để nhận nhiệm vụ mới.

## Tuyên bố
Ngày 18 tháng 2 năm 2016, Chủ tịch UBND Thành phố Hồ Chí Minh Nguyễn Thành Phong khẳng định: "Tất cả sự trì trệ, kém hiệu quả trong thực hiện nhiệm vụ của từng địa phương, đơn vị thì trước hết người đứng đầu phải chịu trách nhiệm, không nói chung chung mà phải thấy rõ trách nhiệm người đứng đầu. Nơi nào xảy ra vụ việc mà phải tiến hành thanh tra, kiểm tra, tôi đề nghị trước hết thanh tra, kiểm tra trách nhiệm người đứng đầu." "Người lãnh đạo không nhận trách nhiệm thì thôi, đã nhận phải làm đàng hoàng. Đã dám nhận chức vụ đó thì phải thấy hết trách nhiệm và dám chịu trách nhiệm, còn nếu thấy không đảm đương nổi thì xin nghỉ, xin thôi. Đó là sự khẳng khái, khí phách của người dân thành phố, người dân Nam Bộ."

## Bị kỷ luật đảng
Theo thông cáo phát chiều 22 tháng 6 năm 2022, tại kỳ họp ngày 20-22/6, Ủy ban Kiểm tra Trung ương đã đề nghị Bộ Chính trị xem xét, thi hành kỷ luật Ban cán sự đảng UBND TP HCM nhiệm kỳ 2016-2021 và ông Nguyễn Thành Phong, Ủy viên Trung ương Đảng, Phó trưởng ban Kinh tế Trung ương, nguyên Phó bí thư Thành ủy, nguyên Bí thư Ban cán sự đảng, nguyên Chủ tịch UBND TP HCM. Quyết định được đưa ra sau khi Ủy ban Kiểm tra Trung ương xem xét kết quả kiểm tra khi có dấu hiệu vi phạm đối với Ban cán sự đảng UBND TP HCM nhiệm kỳ 2016-2021.
Cơ quan kiểm tra Trung ương nhận thấy Ban cán sự đảng UBND TP HCM đã vi phạm nguyên tắc tập trung dân chủ, quy chế làm việc; thiếu trách nhiệm, buông lỏng lãnh đạo, chỉ đạo. Hậu quả là UBND thành phố và nhiều tổ chức, cá nhân vi phạm quy định của Đảng, pháp luật của Nhà nước trong quản lý tài chính, tài sản nhà nước, xảy ra nhiều vụ án, vụ việc trên địa bàn, nhiều tổ chức đảng và đảng viên bị xử lý kỷ luật. Nhiều cán bộ, đảng viên trong đó có cả lãnh đạo chủ chốt của UBND thành phố và các sở, ngành... bị xử lý hình sự. Cùng với đó thi hành kỷ luật khiển trách ông Võ Văn Hoan.
"Những vi phạm nêu trên đã gây hậu quả nghiêm trọng, khó khắc phục, làm thất thoát rất lớn tài sản, ngân sách của Nhà nước, gây bức xúc trong xã hội, ảnh hưởng xấu đến uy tín của cấp ủy và chính quyền địa phương", thông cáo nêu.
Ngày 08 tháng 7 năm 2022, ông Phong bị Bộ Chính trị kỷ luật cảnh cáo vì có những vi phạm nghiêm trọng, khó khắc phục, gây thất thoát ngân sách Nhà nước.
Ngày 3 tháng 10 năm 2022, Hội nghị lần thứ 6 Ban Chấp hành Trung ương Đảng khóa XIII đã biểu quyết cho thôi giữ chức Ủy viên Ban Chấp hành Trung ương Đảng khóa XIII đối với ông Nguyễn Thành Phong, Ủy viên Trung ương Đảng, Phó Trưởng Ban Kinh tế Trung ương.
Ngày 14 tháng 5 năm 2024, ông bị Bộ Chính trị quyết định thi hành kỷ luật bằng hình thức Cảnh cáo.